# Бузька сільська територіальна громада
Бузька сільська територіальна громада — територіальна громада в Україні, у Вознесенському районі Миколаївської області. Адміністративний центр — село Бузьке.
Площа громади — 161,5 км², населення — 3173 мешканці (2018).
Утворена 12 вересня 2016 року шляхом об'єднання Бузької і Таборівської сільських рад Вознесенського району.

## Населені пункти
До складу громади входять 8 сіл: Бузьке, Василівка, Григорівське, Малосолоне, Рацинська Дача, Солдатське, Степове, Таборівка та селище Вознесенське.